# Battin
Battin is een Luxemburgs blond pilsbier dat wordt gebrouwen sinds 1937. Aanvankelijk gebeurde dit in Brasserie Battin te Esch-sur-Alzette, maar sinds 2005 is de productie verplaatst naar de Brasserie Bofferding te Bascharage die deel uitmaakt van de Brasserie Nationale du Luxembourg. In 2010 werd er 26.902 hectoliter Battin geproduceerd.

## Variëteiten
- Battin Edelpils (5%)
- Battin Gambrinus[4] (5,2%)
- Battin Extra
- Battin Fruité
- Battin Blanche
- Battin Triple